# Jean-Baptiste Verchère de Reffye
Jean-Baptiste Auguste Philippe Dieudonné Verchère de Reffye (né à Strasbourg le 30 juillet 1821, mort à Versailles des suites d'une chute de cheval le 6 décembre 1880) est un général d'artillerie français, officier d’ordonnance de Napoléon III, directeur des ateliers de Meudon et directeur de la fabrique d’armes et de canons de Tarbes. Il fut le réalisateur du « canon à balles », ou mitrailleuse de Reffye, arme à tir rapide utilisée pendant la guerre franco-prussienne de 1870. Il fut également un des promoteurs actifs du chargement par la culasse des pièces d'artillerie.

## Biographie
Fils de Jean-Baptiste Verchère de Reffye, vérificateur des Domaines à Strasbourg, et de Louise-Joséphine Maud'heux, il fut élève à l'École polytechnique en novembre 1841 puis à l'école d'application de l'artillerie. Il est nommé chef d'escadron en 1867 après avoir été durant 14 ans capitaine. Il a servi dans différents régiments d'artillerie, le 15e puis le 5e, le 14e et le 2e, avant d'être à l'État major au dépôt central en 1848. À la demande du Musée des Antiquités Nationales de Saint-Germain en Laye, il réalisa la reconstitution d'un onagre. Il est fait Commandeur de la Légion d'honneur le 15 août 1872. Il est nommé colonel en 1873 et général en 1876. L'État lui a confié la responsabilité des ateliers de Tarbes.

## La mitrailleuse Reffye

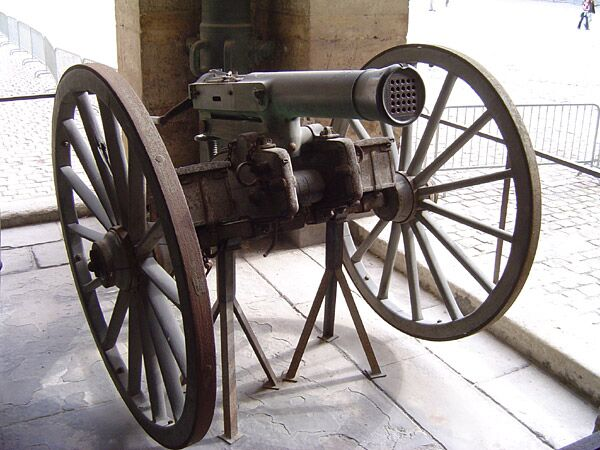
Vue de face de la mitrailleuse Reffye modèle 1866.

Le général Verchère de Reffye mit au point sa mitrailleuse (qu'il appelait un « canon à balles ») en 1866. Cette arme servit au cours de la guerre franco-prussienne de 1870. Elle reprenait le principe de la mitrailleuse Montigny de 1863.

## Canons: le chargement par la culasse

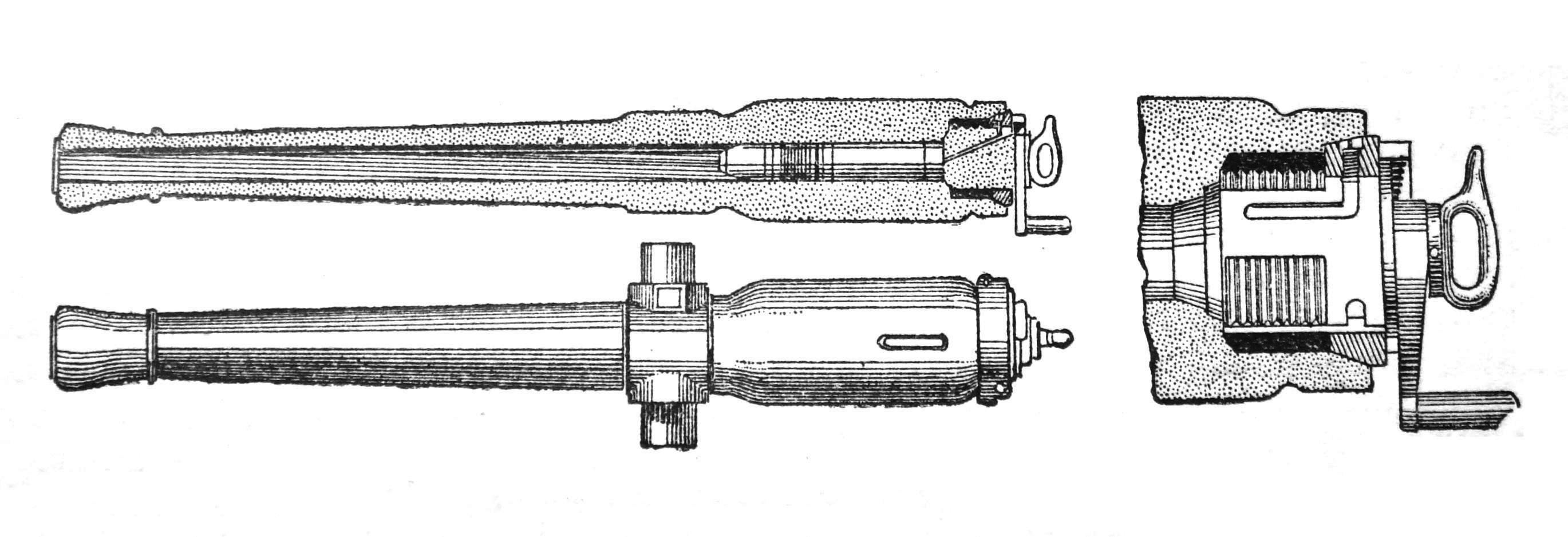
Le canon Reffye de 85 mm modèle 1870.

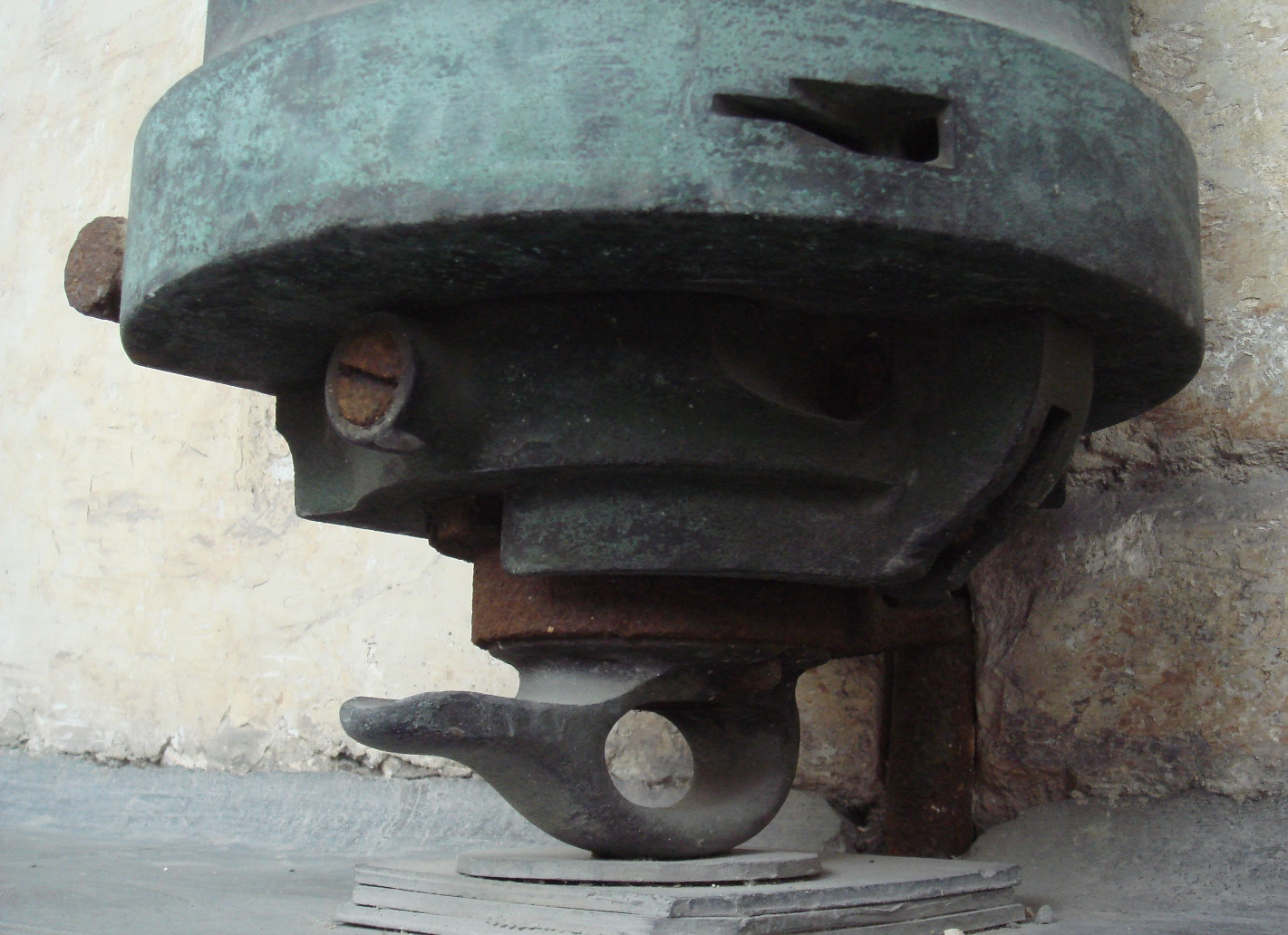
Culasse d'un canon Reffye Mle 1870.

Le général Verchère de Reffye joua un rôle clef dans l'introduction en France des canons à âme rayée et à chargement par la culasse, système qui améliorait nettement le système Lahitte entré en vigueur depuis 1858 ; car si les armes du système La Hitte utilisaient déjà des canons rayés, le chargement se faisait encore par la bouche ce qui ralentissait la cadence de tir.
En 1870, Verchère de Reffye mit au point le canon Reffye de 85 mm, dont la culasse mobile était munie d'un filetage de fermeture qui était en bronze sur les premiers modèles. Ce canon tirait des obus
Après la guerre de 1870-1871, le général Verchère de Reffye transforma l’« Atelier expérimental de Meudon » en « Atelier de construction d'artillerie », transféré par train à Tarbes, qui devint ainsi une ville industrielle. Verchère de Reffye y mit au point un autre canon, cette fois de 75 mm, en 1873. Ses canons furent rapidement supplantés par le canon Lahitolle de 95 mm et surtout le canon de Bange de 90 mm.

## Hommage
Une rue et un lycée de Tarbes portent son nom.